# Il ballo dell'imperatore
Kaiserball (il ballo dell'imperatore) è un film del 1956 diretto da Franz Antel.

## Produzione
Il film fu prodotto dalla Hope Film di Vienna.

## Distribuzione
Il 19 ottobre 1956, il film fu presentato in Germania Ovest, presentato al CC-Theater di Würzburg. Distribuita dalla Dolomit Film, la pellicola uscì in Italia con il titolo Il ballo dell'imperatore.